# Why Didn't You Call Me
Why Didn't You Call Me è un singolo della cantante statunitense Macy Gray, pubblicato nel 2000 ed estratto dall'album On How Life Is.

## Tracce
- CD - 1

1. Why Didn't You Call Me (album version)
2. I've Committed Murder (Gang Starr Remix featuring Mos Def)
3. Why Didn't You Call Me (88-Keys Remix featuring Grafh)

- CD - 2

1. Why Didn't You Call Me (album version)
2. I Can't Wait to Meetchu (live)
3. Why Didn't You Call Me (The Black Eyed Peas Remix)
4. Why Didn't You Call Me (music video)

## Video
Il videoclip della canzone è stato diretto da Hype Williams.

## Classifiche
| Classifica (2000) | Posizione raggiunta |
| ----------------- | ------------------- |
| Regno Unito       | 38                  |